# مارگارت (خواننده)
مارگورزاتا جامروزی (به انگلیسی: Małgorzata Jamroży) (زاده ۳۰ ژوئن ۱۹۹۱) خواننده لهستانی است.